# 突齒蛇綿鳚
突齒蛇綿鳚，為輻鰭魚綱鱸形目绵鳚亞目绵鳚科的其中一種，分布於東南太平洋區的秘魯海域，屬深海底棲性魚類，棲息深度在水深1005至1124公尺，體長可達14.5公分。

## 扩展阅读
維基物種上的相關：突齒蛇綿鳚